# Гордыня (село)
Гордыня (укр. Гординя) — село в Новокалиновской городской общине Самборского района Львовской области Украины.
Население по переписи 2001 года составляло 988 человек. Занимает площадь 26,023 км². Почтовый индекс — 81466. Телефонный код — 3236.